# Gerd-Michael Dausend
Gerd-Michael Dausend (* 9. Juni 1952; † 3. Februar 2019 in Wuppertal; auch Gerd Michael Dausen) war ein deutscher Musikschul- und Musik-Hochschullehrer sowie Herausgeber von Literatur für die Konzertgitarre.

## Leben
Nach einer Ausbildung zum Schriftsetzer absolvierte Dausend ein Musikstudium bei Hans-Michael Koch und Dieter Kreidler an der Hochschule für Musik Köln, Abteilung Wuppertal.
Ab 1977 war er Leiter einer Hauptfachklasse Gitarre an der Musikhochschule Wuppertal, seit 1974 Lehrer an der Bergischen Musikschule Wuppertal, dort auch Betreuer des Fachbereiches Zupfinstrumente (seit 1995) sowie ab dem Jahr 2000 Leiter eines großen Musikschulbezirks.
Seit 1978 war er ständiger Gastdozent bei berufsbegleitenden Lehrgängen an der Akademie Remscheid sowie als Gastdozent an der Bundesakademie Trossingen; darüber hinaus entwickelte er eine umfangreiche Kurs- und Vortragstätigkeit sowie als Juror bei nationalen und internationalen Wettbewerben. Zudem war er Herausgeber von zahlreichen Notenausgaben bei verschiedenen Verlagen.
Wegen seiner großen Verdienste in Forschung und Lehre wurde er zu Anfang der 2000er Jahre zum Professor ehrenhalber für Gitarre an der Hochschule für Musik und Tanz Köln, Standort Wuppertal ernannt.

## Publikationen
Bücher und Zeitschriftenbeiträge (Auswahl)
- Gemeinsam mit Alfred Eickholt und Dieter Kreidler: Gitarre. In: Handbuch der Musikpädagogik. Band 3. Hrsg.: Christoph Richter. Bärenreiter, Kassel 1994, ISBN 3-7618-1083-0.
- Julian Bream spielt nach 1945 komponierte Gitarrenmusik. In: EGTA-Journal, 11-2017, Band 3, S. 22 ff.; ISSN 2941-5721.
- Die Gitarre im 16. bis 18. Jahrhundert. Verlag Hubert Nogatz, (Düsseldorf) 1992, ISBN 3-926440-06-6.
- Die klassische Gitarre (1750–1850). Verlag Hubert Nogatz, (2003), ISBN 3-926440-15-5.
- Gemeinsam mit Alfred Eickholt und Hans Werner Huppertz: Lehrplan Gitarre. Hrsg. Verband Deutscher Musikschulen. Bosse-Verlag, Kassel, 2012, ISBN 978-3-7649-3750-8.
- Weitere Buchbeiträge, umfangreiche Rezensionstätigkeit sowie zahlreiche Fachartikel u. a. für das Zupfmusikmagazin / Concertino sowie Gitarre & Laute.

Notenausgaben (Auswahl)
- 100 klassisch-romantische Etüden. Musikverlag Zimmermann, Frankfurt 2005; ISMN 979-0-01-034420-1 (Suche im DNB-Portal).
- The Woods so wild: Tänze und Variationen für Gitarre. Musikverlag Zimmermann, Frankfurt 1997; ISMN 978-0-01-030550-0 (Suche im DNB-Portal).
- Johann Sebastian Bach: Suite a-moll BWV 997 für Flöte und Gitarre. Musikverlag Zimmermann, Frankfurt 2002; ISMN 979-0-01-034160-6 (Suche im DNB-Portal).
- Ludovico Roncalli: 3 Suiten für Gitarre. Musikverlag Zimmermann, Frankfurt 1995; ISMN 979-0-010-30480-9 (Suche im DNB-Portal).
- Fernando Sor: 12 Menuette. Musikverlag Zimmermann, Frankfurt 1996; ISMN 979-0-01-031100-5 (Suche im DNB-Portal).
- J. S. Bach: Sonate e-moll BWV 1034. Musikverlag Zimmermann, Frankfurt 1992; ISMN 978-0-01-029440-8 (Suche im DNB-Portal).
- J. S. Bach: Partita a-moll BWV 1013 für Flöte und Gitarre. Musikverlag Zimmermann, Frankfurt.
- J. S. Bach: Sechs Violoncello-Suiten (BWV 1007–1012). Bearbeitet für Gitarre solo. Musikverlag Zimmermann, Frankfurt.
- Ausgabenreihe „Step by Step“. Musikverlag Zimmermann, Frankfurt.
- Ausgabenreihe „Könige der Gitarre“. Musikverlag Zimmermann, Frankfurt.